# Eurata herrichi
Eurata herrichi är en fjärilsart som beskrevs av Butler. Eurata herrichi ingår i släktet Eurata och familjen björnspinnare. Inga underarter finns listade i Catalogue of Life.